# Tencent Games
Tencent Games es una filial de Tencent Holdings que publica y desarrolla videojuegos para múltiples plataformas en PC, Móviles y en consolas. Es conocida por ser una de las empresas más importantes dentro de la industria de los videojuegos, obteniendo uno de los primeros lugares de la posición en la industria de los videojuegos por los ingresos que acumula actualmente. Se estableció en el año 2003 enfocándose en el desarrollo de videojuegos en línea.

## Historia

### Inicios de Tencent Games
Tencent empezó a desarrollar sus primeros videojuegos en su red social QQ, su primer videojuego fue QQ Tang lanzado en 2004. Pronto le siguieron juegos variantes de QQ como Dungeon Fighter Online, un juego de beat 'em up en línea de desplazamiento lateral; QQ Fantasy, un juego en línea 2D que incorpora elementos de la mitología china; Xunxian, un juego de rol en línea en 3D; QQ Sanguo, un juego de rol casual en línea ambientado durante el período de los Tres Reinos; QQ Huaxia, un juego de rol en línea; QQ Dancer, un juego de baile musical en línea que ofrece interactividad QQ IM; QQ Nanaimo, un juego en línea ambientado en una isla desierta donde los jugadores mantienen casas y mascotas; QQ Speed, un juego casual de carreras en línea; QQ R2Beat, un juego de patinaje en línea en línea; QQ Tang, un "juego casual avanzado" con jugabilidad derivada de la literatura china y QQ PET un juego de mascota virtual de escritorio QQ basado en mensajería instantánea.
En 2007, Tencent funda su primer estudio de videojuegos con el nombre de Aurora Studios, con sede en Shanghái, sus primeros juegos fueron desarrollados para las computadoras personales, entre ellos Moonlight Blade y Iron Knight, ambos juegos de género MMORPG.
En 2008, Tencent funda su segundo estudio Jade Studio, enfocándose en el desarrollo de juegos de carreras y arcades para las computadoras personales. En el mismo año Tencent funda su tercer estudio, LightSpeed & Quantum Studio, el estudio empezó a enfocarse en el desarrollo de juegos para múltiples plataformas, uno de sus juegos exitosos es Fight the Landlord que registro un total de 600 millones de usuarios.
En 2010, Tencent funda su cuarto estudio, Morefun Studio Group, empezó a desarrollar juegos para móviles y en navegadores, así como también ocupando otros campos industriales.

### Era Blade y Expansión Mundial
En el año 2011 Tencent Games inicia el hospedaje de videojuegos multijugador en línea masivos, iniciando con el título Call of Duty: Online, basado en la serie Call of Duty, esto después de que la empresa adquirió solo el 25% de las acciones de Activision Blizzard. En ese mismo año Tencent Games anuncia la adquisición mayoritaria de la desarrolladora estadounidense Riot Games, conocidos popularmente por desarrollar el videojuego League of Legends.
En 2014, Tencent adquirió dos estudios, Wolong Studio y Tianmeiyiyou Studio, ambas empresas de nacionalidad china y enfocados en el desarrollo de juegos para móviles, que al final terminaron fusionándose con Jade Studio para formar un solo estudio con el nombre de TiMi Studios, el estudio mantendría con su perfil como desarrollador para móviles.
En 2015, Tencent lanza el videojuego multijugador en línea Honor of Kings para iOS y Android, exclusivamente para el mercado chino y en el año 2017 para el resto del mundo, convirtiéndose en un gran éxito, siendo uno de las aplicaciones más descargadas y uno de las mejores franquicias de videojuegos más taquilleras en todo el mundo. El 18 de febrero del mismo año, Tencent adquiere una participación mayoritaria de las acciones de Miniclip, una empresa que desarrolla videojuegos para móviles y anteriormente en sitios webs. El 3 de julio, se destacó la adquisición completa de las acciones de Riot Games junto con los derechos de League of Legends. En ese mismo año Tencent funda el estudio Sixjoy Limited, con sede en Hong Kong, para el desarrollo de nuevos juegos para móviles.
En 2016, Tencent desarrollo su primera consola de videojuegos nombrada como Tencent Gaming Platform Box (TGP Box), más tarde se nombraría como Blade, siendo una Intel-powered consola que se ejecuta con el sistema operativo Windows 10 y con otro sistema operativo especial para la videoconsola. Sin embargo la videoconsola importara los juegos desarrollados y publicados por Tencent Games, videojuegos como League of Legends, FIFA Online 3, NBA 2K, Monster Hunter, Need for Speed y PlayerUnknown's Battlegrounds, además de permitir que otras desarrolladoras de tercera pudieran publicar sus juegos en la videoconsola Blade. La consola únicamente se vendió exclusivamente en China.
El 22 de noviembre del 2017, Tencent realizó ciertos acuerdos con PUBG Studios para publicar y tener derechos de PlayerUnknowns BattleGrounds en China. El 26 de mayo, Tencent adquiere el 5% de las acciones de Paradox Interactive. En 2017, Tencent lanzó el videojuego de manera internacional basado en su entrega anterior Honor of Kings, con el nombre de Arena of Valor para dispositivos móviles iOS y Android. Durante la ocasión del XIX Congreso Nacional del Partido Comunista de China, Tencent lanzó un juego para dispositivos móviles titulado "Clap for Xi Jinping: An Awesome Speech", en el que los jugadores tienen 19 segundos para generar tantos aplausos como sea posible para Xi Jinping, presidente chino.

### Era WeGame y adquisiciones
En abril de 2017, Tencent presentó su propia plataforma de distribución digital de juegos WeGame, que alberga juegos, contenido y servicios de todo el mundo, también proporciona información sobre juegos, compras, descargas, transmisión en vivo y servicios comunitarios, creando un ecosistema abierto en la plataforma. WeGame es una versión mejorada de TGP (Tencent Games Platform) que ya tiene más de 200 millones de usuarios activos (en comparación con los 125 millones de Steam) y más de 4.5 mil millones de descargas, y es ampliamente considerado como un competidor directo de Steam. La plataforma también se enfoca en ayudar a  los desarrolladores en traducir sus juegos en chino. La plataforma de juegos admitirá a usuarios chinos y globales a través de una sola tienda lanzándose en línea el 1 de septiembre de 2017, Tencent ha declarado que la plataforma se centrará en PC y en juegos independientes y ya no albergará tanto en juegos web o móviles, y brindaran un gran apoyo a pequeñas empresas independientes. Asimismo Tencent empezaría a realizar acuerdos con empresas de videojuegos para publicar sus juegos en su país natal China para su plataforma, los más destacados con Stardew Valley de ConcernedApe, Portal Knights de Keen Games, Rocket League de Psyonix, Minecraft de Microsoft y Cities: Skylines de Paradox Interactive y con más 170 juegos que prometieron publicar en 2017. Más tarde WeGame se convirtió en un servicio insignia para Tencent. En ese mismo año Tencent anuncia la fundación de un nuevo estudio con el nombre de Next Studios, enfocados en el desarrollo de juegos con un estilo similar a los videojuegos indies para múltiples plataformas.
En 2018, se destacó una gran cantidad de adquisiciones hacia empresas de videojuegos por parte de Tencent, empezando por la adquisición del 5% de las acciones de Ubisoft, que fue puesto a venta por parte de Vivendi hacia la empresa china. El 21 de mayo, Tencent adquiere el 80% de la desarrolladora neozelandés Grinding Gear Games, conocidos por desarrollar Path of Exile. El 21 de junio, Tencent adquiere el 84% de las acciones de Supercell, desarrolladores enfocados para móviles, conocidos por juegos notables como Clash of Clans y Clash Royale, por una cantidad de $8.6 millones de dólares, además de adquirir el 15% de las acciones de la desarrolladora Glu Mobile. El 31 de agosto, Tencent adquiere el 40% de las acciones de Epic Games, desarrolladora del videojuego popular Fortnite. Sin embargo esto provocó que Tencent se convirtió en la empresa más grande en la industria de los videojuegos.
El 18 de marzo de 2019, Tencent informa mediante un comunicado que su subsidiaria TiMi Studios, junto con Activision se encargaría del desarrollo de Call of Duty: Mobile, el videojuego fue lanzado a nivel mundial el 1 de octubre de 2019, sobrepasando con una cantidad de 35 millones de descargas, generando ingresos de $2,000 millones de dólares. En el mismo año se informó que Tencent se asoció con el Departamento de Publicidad del Partido Comunista de China y el People's Daily para desarrollar "juegos patrióticos". El 22 de mayo Tencent anunció la adquisición de la empresa sueca Sharkmob AB, un estudio fundado en 2017 con la visión de desarrollar videojuegos multijugador en línea, misma ideología que comparte con Tencent. El 30 de septiembre, Tencent adquiere el 29% de las acciones de Funcom, conocidos por desarrollar la serie de juegos Age of Conan, Dream Fall, The Longest Journey, The Secret World entre otros juegos.
El 7 de enero de 2020, Tencent anuncia la adquisición de una participación minoritaria de PlatinumGames, con el fin de ayudar a la desarrolladora publicar sus propios juegos en diferentes plataformas. El 22 de enero, Tencent adquiere el 100% de las acciones de la desarrolladora noruega Funcom, junto con sus propiedades intelectuales. El 22 de febrero Tencent adquiere una participación mínima de Yager Development. El 20 de marzo, se reportó que el videojuego PUBG: Mobile había generado $232 millones de dólares de ingresos en China en un mes, convirtiéndose en uno de los juegos más taquilleros en aquel entonces durante la pandemia de COVID-19. Honor of King se posicionó como el segundo mayor juego descargado a nivel mundial, generando $112 millones de dólares en ingresos en un mes. El 2 de julio mediante un reporte de Bloomberg News se informo que Sony y Tencent estaban interesados en adquirir la empresa de videojuegos multijugador en línea Leyou Technologies, empresa matriz de 5 estudios de videojuegos, entre ellos se encuentra Digital Extremes desarrolladores y publicadores de la serie Warframe, Splash Damage un estudio que colabora con otras desarrolladoras para la elaboración y desarrollo de mapas multijugador en juegos como Gears of War 4, Gears 5 y Halo: The Master Chief Collection y 3 estudios que se encargan en el desarrollo de MMORPG's como Athlon Games, Kingmaker y Radiance Games. El 24 de agosto Tencent cerro el acuerdo para la adquisición del 100% de las acciones de Leyou Technologies y el 23 de diciembre se hace oficial la compra de Leyou por parte de Tencent con un valor de $1,500 millones de dólares.
El 23 de enero de 2021, Tencent adquiere el estudio canadiense Klei Entertainment, conocidos por desarrollar los videojuegos Don't Starve y Mark of the Ninja, su fundador Jaime Cheng aseguró que su estudio mantendrá la libertad creativa y lo harán de lo mejor posible. El 5 de mayo, el Comité de Inversión Extranjera de Estados Unidos (CFIUS) organizó una disputa con Tencent para que vendiera las acciones de sus empresas de videojuegos estadounidenses, particularmente Riot Games y Epic Games. El Comité estaba preocupado por la cantidad de datos privados de los ciudadanos estadounidenses que estas empresas tenían y que pueden estar disponibles para la empresa Tencent, y habían estado considerando exigir a Tencent que se desinvirtiera de estas empresas. Tencent ha estado negociando con CFIUS para mantener las empresas estadounidenses a su propiedad mientras se asegura que los datos privados no se crucen a China y otros factores de mitigación de riesgos. El 22 de junio, Tencent adquiere una participación mayoritaria en Yager Development, sin dar una cantidad exacta de la inversión. El 1 de julio, Tencent anunció la formación de un nuevo estudio con sede en California, Estados Unidos con el nombre de Uncapped Games, fundado por veteranos de Blizzard, los desarrolladores dieron a conocer su primer proyecto en desarrollo de género RTS para las computadoras personales. El 2 de julio, se dio a conocer que un estudio de Tencent, Funcom adquirió el estudio sueco The Outsiders, conocidos por desarrollar juegos como Metal: Hellsinger, con el propósito de desarrollar juegos originales y creativos, expandiendo sus oficinas en Bucarest, Rumania. El 19 de julio, Tencent anuncia la adquisición total de Sumo Group por un monto de $1,270 millones de dólares, una empresa del Reino Unido responsable y propietario de cuatro estudios de videojuegos como Sumo Digital, Pipeworks Studios, Atomhawk y Secret Mode Studio, anteriormente Tencent poseía un 10% en la empresa británica; sin embargo Sumo Group también son conocidos por haber desarrollado juegos como Crackdown 3 y Sackboy: A Big Adventure El 6 de agosto, Tencent decidió limitar el tiempo de juego en línea a los menores de edad tras las críticas de los medios locales chinos, asegurando que los videojuegos son un "opio mental" o una "droga", provocando el temor de los inversionistas. El 15 de agosto, Tencent ha decidido endurecer las restricciones en sus videojuegos tras las críticas que se desataron, poniendo un límite de dos horas hacia los usuarios de todas las edades en China, comenzado en su videojuego insignia Honor of Kings, la mayoría de los padres agradecen a Tencent por las nuevas restricciones, aunque algunos que les encantaba jugar con sus hijos se vieron afectados. El 31 de agosto, Tencent y NetEase sufrieron una caída de acciones en sus divisiones de videojuegos, tras conocer que el gobierno chino público un comunicado de la Administración general de prensa y publicaciones sobre una regulación en que los ciudadanos chinos solo podrán jugar videojuegos una hora de lunes a viernes y 3 horas en el fin de semana, también se detuvo de la aprobación de nuevos títulos en línea, obligando a todas las empresas de videojuegos chinos cumplir estrictamente las órdenes e implementar restricciones. El 20 de octubre, Tencent establece un nuevo y avanzado estudio como una filial de TiMi Studios enfocado en la creación de nuevos juegos similares a un metaverso, conformado por un equipo internacional y será presentado en la siguiente etapa del internet. El 29 de octubre, Tencent compra el 6,86% de las acciones de Kadokawa Corporation por 264 millones de dólares, convirtiéndose en el tercer accionista de la corporación para fortalecer el negocio de videojuegos y anime. El 15 de noviembre, Tencent anuncia mediante un comunicado de prensa la adquisición total de Wake Up Interactive, una empresa de videojuegos china dueña de dos estudios japoneses, Soleil, Ltd. conocidos por desarrollar Ninjala y Valhalla Game Studios conocidos por desarrollar Devil's Third, en ese mismo comunicado Soleil, Ltd. confirma el desarrollo de un nuevo juego multijugador con nombre en clave Project EDO. El 7 de diciembre, Tencent anuncia la formación de una nueva división de videojuegos para Tencent Games nombrada como Level Infinite, presentándose como una nueva marca global que ayudara a publicar videojuegos de los estudios internos de Tencent y de estudios externos para todas las plataformas, desde computadoras, videoconsolas y móviles, con el fin de fortalecer la línea de publicaciones y hacer más accesibles para buscar más usuarios. El 14 de diciembre, el CIFIUS terminó de aprobar la compra total de Sumo Group por parte de Tencent, esto después de aplicar una paralización de compra por posibles 'riesgos de seguridad nacional' en Estados Unidos, pero tras la compra el organismo le pidió ciertos arreglos para la mitigación de posibles inconvenientes. El 17 de diciembre, Tencent adquiere el estudio Turtle Rock Studios conocidos por ser los creadores de Left 4 Dead y Back 4 Blood. Tencent explicó que el estudio mantendría su independencia creativa, manteniendo el liderazgo de sus cofundadores Phil Robb y Chris Ashton, por último no afectará la distribución de Back 4 Blood que corre a cargo de Warner Bros. Interactive.
El 14 de enero de 2022, Tencent anuncia su colaboración con Disney en el desarrollo de un nuevo videojuego MMORPG de la película Avatar, con el nombre de Avatar: Reckoning, llegando a dispositivos móviles en iOS y Android sin fecha anunciada. El 23 de febrero Tencent adquiere el estudio canadiense Inflexion Games, una desarrolladora de videojuegos fundado en 2021 por veteranos de Bioware, responsables de desarrollar Nightingale. El 25 de febrero, Tencent anuncia la adquisición total de 1C Entertainment, una empresa de videojuegos responsable de estudios como 1C Online Games, Cenega, QLOC, entre otros. 1C Entertainment era una división de la empresa rusa 1C Company. El 15 de marzo, Tencent adquiere una participación mayoritaria al estudio español Tequila Works, conocida por ser la creadora de juegos como Rime y Deadlight anunciada mediante un comunicado de inversión con el punto central de desarrollar videojuegos de calidad y con mejor presupuesto, para llevar sus productos a una mayor audiencia. A finales de marzo, Tencent invierte de forma minoritaria a la desarrolladora española Novarama a través de un acuerdo que se dio a conocer mediante un comunicado de prensa, en el que desarrollarán un nuevo juego de rol en línea multiplataforma.

## Estudios propios
Tencent actualmente cuenta con 27 estudios de videojuegos.
| Nombre                      | Sede                                    | Fundación | Adquisición | Videojuegos                                                        |
| --------------------------- | --------------------------------------- | --------- | ----------- | ------------------------------------------------------------------ |
| Funcom                      | Oslo, Noruega                           | 1993      | 2020        | Conan series, The Longest Journey series, The Secret World         |
| Digital Extremes            | London, Ontario, Canadá                 | 1993      | 2020        | Warframe, Sword Coast Legends                                      |
| Miniclip                    | Neuchâtel, Suiza                        | 2001      | 2015        | 8 Ball Pool, Agar.io                                               |
| Splash Damage               | Londres, Reino Unido                    | 2001      | 2020        | Dirty Bomb, Tempo, Outcasters                                      |
| Turtle Rock Studios         | Lake Forest, California, Estados Unidos | 2002      | 2021        | Back 4 Blood                                                       |
| 1C Entertainment            | Varsovia, Polonia                       | 2002      | 2022        | King's Bounty, Royal Quest, Rise of Flight, Tank Crew              |
| Sumo Digital                | Sheffield, Reino Unido                  | 2003      | 2021        | Spyder                                                             |
| Klei Entertainment          | Vancouver, Columbia Británica, Canadá   | 2005      | 2021        | Shank series, Don't Starve, Mark of the Ninja, Oxygen Not Included |
| Riot Games                  | Los Ángeles, California, Estados Unidos | 2006      | 2015        | League of Legends series, Valorant                                 |
| Aurora Studios              | Shanghái, China                         | 2007      | —           | Iron Knight, Moonlight Blade, Ring of Elysium                      |
| TiMi Studios                | Shenzhen, Guangdong, China              | 2008      | —           | Arena of Valor. King of Glory                                      |
| LightSpeed & Quantum Studio | Shenzhen, Guangdong, China              | 2008      | —           | Syn, Undawn                                                        |
| Valhalla Game Studios       | Tokio, Japón                            | 2008      | 2021        | Devil's Third, Momotaro Dentetsu 2017: Tachiagare Nippon!!         |
| Soleil, Ltd                 | Tokio, Japón                            | 2008      | 2021        | Ninjala, Vengeance is Mine, Wanted: Dead                           |
| Atomhawk                    | Gateshead, Reino Unido                  | 2009      | 2021        | Encargados el en diseño de arte en videojuegos                     |
| Morefun Studio Group        | Shenzhen, Guangdong, China              | 2010      | —           | Ace Force                                                          |
| Auroch Digital              | Bristol, Reino Unido                    | 2010      | 2021        | Brewmaster, Mars Horizon, The Colonist, MegaQuarium                |
| Radiant Entertainment       | Los Altos, California, Estados Unidos   | 2011      | 2016        | Rising Thunder, Stonehearth                                        |
| Athlon Games                | Los Ángeles, California, Estados Unidos | 2013      | 2020        | Actualmente se encuentra trabajando en nuevos proyectos            |
| Sixjoy Limited              | Hong Kong, China                        | 2015      | —           | Code: d-blood, Dawn of Kingdoms, Teen Patti Love - 3 Patti         |
| Kingmaker Studio            | Kuala Lumpur, Singapur                  | 2015      | 2020        | Proyect Heracles, Proyect Tyche                                    |
| Radiance Games              | Pekín, China                            | 2016      | 2020        | Radiant Crusade, Endless World Idle RPG                            |
| Sharkmob AB                 | Estocolmo, Suecia                       | 2017      | 2019        | Vampire: The Masquerade – Bloodhunt                                |
| Next Studios                | Shanghái, China                         | 2017      | —           | Crown Trick, Metal Revolution, Synced: Off-Planet                  |
| The Outsiders               | Estocolmo, Suecia                       | 2018      | 2021        | Metal: Hellsinger                                                  |
| Uncapped Games              | Los Ángeles, California, Estados Unidos | 2021      | —           | Actualmente se encuentra desarrollando nuevos proyectos            |
| Inflexion Games             | Edmonton, Alberta, Canadá               | 2021      | 2022        | Nightingale                                                        |

## Estudios participados
| Nombre                             | Sede                                      | Fundación | Propiedad   |
| ---------------------------------- | ----------------------------------------- | --------- | ----------- |
| Grinding Gear Games                | Auckland, Nueva Zelanda                   | 2006      | 86,67%      |
| Supercell                          | Helsinki, Finlandia                       | 2010      | 81,4%       |
| Kuro Games                         | Cantón, China                             | 2014      | 51.4%       |
| Epic Games                         | Cary, Carolina del Norte, Estados Unidos  | 1991      | 40%         |
| Ubisoft                            | Montreuil, Francia                        | 2018      | 5%          |
| Pocket Gems                        | San Francisco, California, Estados Unidos | 2009      | 38%         |
| Sea Limited (Garena)               | Singapur                                  | 2009      | 25,6%       |
| Dontnod Entertainment              | París, Francia                            | 2008      | 22,63%      |
| Bloober Team                       | Cracovia, Polonia                         | 2008      | 22%         |
| Marvelous Inc.                     | Tokio, Japón                              | 2011      | 20%         |
| iDreamSky Games                    | Pekín, China                              | 2009      | 18,6%       |
| Netmarble Games                    | Seúl, Corea del Sur                       | 2000      | 17,66%      |
| Bluehole Studio, filial de Krafton | Bundang-gu, Seongnam, Corea del Sur       | 2007      | 13,6%       |
| Frontier Developments              | Cambridge, Reino Unido                    | 1994      | 9%          |
| Kadokawa Corporation               | Tokio, Japón                              | 1945      | 6,86%       |
| Paradox Interactive                | Estocolmo, Suecia                         | 1999      | 5%          |
| Game Science                       | Shenzhen, Guangdong, China                | 2017      | 5%          |
| Remedy Entertainment               | Espoo, Finlandia                          | 1995      | 3,8%        |
| Fatshark                           | Estocolmo. Suecia                         | 2008      | Mayoritaria |
| 10 Chambers Collective             | Estocolmo, Suecia                         | 2017      | Mayoritaria |
| Yager Development                  | Berlín, Alemania                          | 1999      | Mayoritaria |
| Stunlock Studios                   | Skövde, Suecia                            | 2010      | Mayoritaria |
| Novarama                           | Barcelona, Cataluña, España               | 2003      | Mayoritaria |
| Voodoo                             | París, Francia                            | 2013      | Minoritaria |
| Bohemia Interactive                | Praga, República Checa                    | 1999      | Minoritaria |
| Playload Studios                   | Londres, Reino Unido                      | 2013      | Minoritaria |
| Discord                            | San Francisco, California, Estados Unidos | 2015      | Minoritaria |
| Roblox Corporation                 | Menlo Park, California, Estados Unidos    | 2004      | Minoritaria |
| Lokwood Publishing Limited         | Nottingham, Reino Unido                   | 2007      | Minoritaria |
| PlatinumGames                      | Osaka, Japón                              | 2006      | Minoritaria |
| UltiZero Games                     | Shanghái, China                           | 2016      | Minoritaria |
| Shengqu Games                      | Shanghái, China                           | 1999      | Minoritaria |
| Raccoon Logic                      | Montreal, Canadá                          | 2021      | Minoritaria |
| Aiming, Inc.                       | Tokio, Japón                              | 2011      | Minoritaria |
| Playtonic Games                    | Derby, Reino Unido                        | 2014      | Minoritaria |
| Exit Plan Games                    | Varsovia, Polonia                         | 2019      | Minoritaria |

## Estudios participados anteriormente
- El 18 de agosto de 2020, Tencent tenía una inversión minoritaria en Playdots, pero la desarrolladora fue adquirida por completo por parte de Take-Two Interactive.

- El 14 de febrero de 2021, Tencent tenía el 14,46% de las acciones de la empresa Glu Mobile una desarrolladora de videojuegos para móviles. Glu Mobile vendió todas sus acciones a Electronic Arts, realizándose una transferencia de acciones.

- La subsidiaria de Tencent, Sumo Group era propietario del estudio Pipeworks Studios tras ponerlo en venta siendo adquirido por la empresa de videojuegos britanica Jagex cerrando el acuerdo el 22 de julio de 2022.

- Tencent tenía invertido el 5% de las acciones de Activision Blizzard un conglomerado que posé las publicadoras Activision, Blizzard y King. El 18 de enero de 2022, Activision Blizzard hizo público en diferentes medios su intención de ser vendida y ser adquirida por parte de Microsoft cerrandose el acuerdo el 13 de octubre de 2023.

- Tencent tenía invertido una participación mayoritaria en la empresa Tequila Works, un estudio de videojuegos con sede en Madrid, España. El 12 de noviembre de 2024, el estudio se declaró en bancarrota y anunció que se disolvería por «condiciones de mercado prolongadas».

- En 2025, Sumo Group subsidiaria de Tencent vendio el estudio Secret Mode a Emona Capital, permitiendo al estudio convertirse en una prublicadora independiente.

- En 2025, Una de las subsidiarias mas poulares de Tencent, Riot Games anuncio la cancelación del videojuego Hytale, así como el cierre del estudio Hypixel Studios responsables del desarrollo.

## Franquicias y propiedades intelectuales
| - 8 Ball Pool - Ace Force - Agar.io - Age of Gunslingers - Arena of Valor - Assault Fire - Arena Breakout - Back 4 Blood - Biped - Bladed Fury - Code: d-blood - Conan - Crown Trick - Daze Before Christmas - Dark Sector - Dawn of Kingdoms - Death Coming - Devil's Third - Dirty Bomb - Don't Starve - Dungeon Fighter Online - Endless World Idle RPG - Fantasy Fighter - Fusion War - Golf Strike - Griftlands - Honor of Kings - Hot Lava - Hytale - Infinite Racer - Invisible, Inc. - Iron Knight - King of Glory - King's Cruise Lottery - King's Bounty - League of Legends - Let's Catch Demons Together! - Mark of the Ninja - Metal: Hellsinger - Metal Revolution - Momotaro Dentetsu 2017: Tachiagare Nippon!! - Monster Castle - Moonlight Blade - Nightingale - Ninjala | - Outcasters - Oxygen Not Included - Pets vs. Mosters - Project Heracles - Project Tyche - QQ Tang - QQ Three Kingdoms - QQ Speed - Queen's Sea Poker - Radiant Crusade - Ring of Elysium - Rise of Flight - Rising Thunder - Royal Quest - Shank - Snake Pass - Soccerdie: Comisc Cup - Spyder - Stonehearth - Sugar Rush - Super Trucks Offroad - Sword Coast Legends - Syn - SYNCED: Off-Planet - Tank Crew - Tempo - Teen of Patti Love - 3 Patti - The Amazing Eternals - The Legend of Dragon - The Secret World - The Longest Journey - The Park - Unheard - Undawn - Valorant - Vampire: The Masquerade – Bloodhunt - Vengeance is Mine - Wanted:Dead - Warframe - We Match - We Fight - WeChat Speed - WeChat Storm - WeChat Dash - Winter Gold |